# 戈梅斯勒沙泰勒
戈梅斯勒沙泰勒（法語：Gometz-le-Châtel，法語發音：[ɡɔmɛs lə ʃatɛl] ⓘ）是法国法蘭西島大區埃松省的一个市镇，属于帕莱索区。

## 地理
戈梅斯勒沙泰勒（48°40'43"N, 2°8'19"E）面积5.05 平方千米，位于法国法蘭西島大區埃松省，该省份为法国北部内陆省份，北起上塞纳省和马恩河谷省，西接厄尔-卢瓦省和伊夫林省，南至卢瓦雷省，东临塞纳-马恩省。
与戈梅斯勒沙泰勒接壤的市镇（或旧市镇、城区）包括：伊韦特河畔日夫、让夫里、伊韦特河畔比尔、戈梅斯城、圣让德博尔加尔、莱叙利斯。

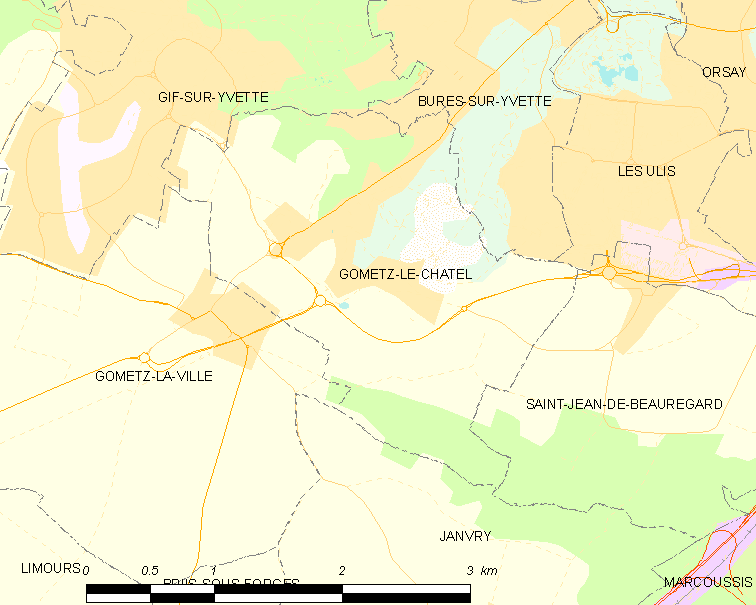
戈梅斯勒沙泰勒的OSM定位图

戈梅斯勒沙泰勒的时区为UTC+01:00、UTC+02:00（夏令时）。

## 行政
戈梅斯勒沙泰勒的邮政编码为91940，INSEE市镇编码为91275。

## 政治
戈梅斯勒沙泰勒所属的省级选区为莱叙利斯县。

## 人口

1962-2008年间戈梅斯勒沙泰勒人口变化图示

戈梅斯勒沙泰勒于2022年1月1日时的人口数量为2635人。